# Вильштедт
Вильштедт (нем. Wilstedt) — община в Германии, в земле Нижняя Саксония.
Входит в состав района Ротенбург-на-Вюмме. Подчиняется управлению Тармштедт. Население составляет 1743 человека (на 31 декабря 2010 года). Занимает площадь 18,26 км².